# Пауелсвил (Северна Каролина)
Пауелсвил (енгл. Powellsville) град је у америчкој савезној држави Северна Каролина.

## Демографија
По попису из 2010. године број становника је 276, што је 17 (6,6%) становника више него 2000. године.
| Група             | 2000.       | 2010.       |
| Белци             | 132 (51,0%) | 99 (35,9%)  |
| Афроамериканци    | 121 (46,7%) | 164 (59,4%) |
| Азијати           | 0 (0,0%)    | 0 (0,0%)    |
| Хиспаноамериканци | 2 (0,8%)    | 10 (3,6%)   |
| Укупно            | 259         | 276         |